# Dolné Kočkovce
Dolné Kočkovce (maďarsky Alsókocskóc) jsou obec na Slovensku v okrese Púchov. Žije zde přibližně 1 200 obyvatel.

## Poloha
Leží na silnici spojující Belušu s Púchovem. Nad obcí vyčnívají kopce Kozinec a Ostrá.

## Dějiny
Obec je poprvé zmiňována roku 1332 v souvislosti se vzpomínkou na tehdejší faru pod názvem Hoczák. Samostatně se Dolné Kočkovce uvádějí již v roce 1407 jako Alsow Hochk, kdy patřily zemanské rodině Lieskovských. Obec byla ve 14. století střediskem obchodu se solí, nacházel se zde královský solný sklad. Bylo zde rozšířené hrnčířství, košíkářství a včelařství. Pro obec je charakteristickým stromem lípa malolistá, která se nachází i ve znaku obce. Název Dolní Kočkovce se ustálil v roce 1920.

## Rodáci
- Jozef Fedora (1910–1975), malíř
- František Chovanec (* 1944), fotbalista
- Jozef Tománek (* 1945), fotbalista
- Štefan Tománek (* 1948), fotbalista
- Jozef Chovanec (* 1960), fotbalista

## Zajímavosti
V obci se odehrává děj (smutné) povídky Návrat od Jaroslava Haška z r. 1905.